# Embalse de Altınkaya
La presa de Altınkaya (en turco: Altınkaya Barajı) es una presa hidroeléctrica y para irrigación en el río Kizil Irmak, en el norte de Turquía. Se terminó en el año 1988. Se encuentra 23 km al sur de Bafra y 35 km al oeste de Samsun. Alimenta el lago de Derbent.
Tiene un volumen de 15,920.000 m³, la presa de Altınkaya se terminó en 1986. Tiene un volumen de almacenamiento de 5.763 hm³ en un embalse con una superficie de agua para una elevación normal de 118,31 km².
La potencia total de la instalación es de 4x175=700 MW lo que da una producción anual de electricidad de 1.632 GWh.